# Kota Tengah
Kota Tengah is een bestuurslaag in het regentschap Serdang Bedagai van de provincie Noord-Sumatra, Indonesië. Kota Tengah telt 3050 inwoners (volkstelling 2010).